# Vacher à tête brune
Molothrus ater
Vous lisez un « bon article » labellisé en 2010.
Espèce
Statut de conservation UICN

 LC  : Préoccupation mineure
Le Vacher à tête brune (Molothrus ater) est une espèce d'oiseaux de la famille des Icteridae. Le mâle est noir, à tête brune, et la femelle d'un gris-brun plus terne. Cette espèce pratique le parasitisme de couvée, c'est-à-dire que la femelle pond ses œufs dans les nids d'autres espèces d'oiseaux et s'affranchit donc ainsi de l'incubation et de l'élevage des poussins. Cet oiseau grégaire d'Amérique du Nord, à l'origine inféodé aux grands troupeaux de bisons du Midwest, a connu un fort accroissement de population aux XIXe et XXe siècles. Il fait, au début du XXIe siècle, l'objet d'une campagne d'éradication controversée dans certaines zones des États-Unis, ayant pour but de préserver certaines espèces d'oiseaux en danger qui sont victimes de son parasitisme.

## Description morphologique

### Aspect général

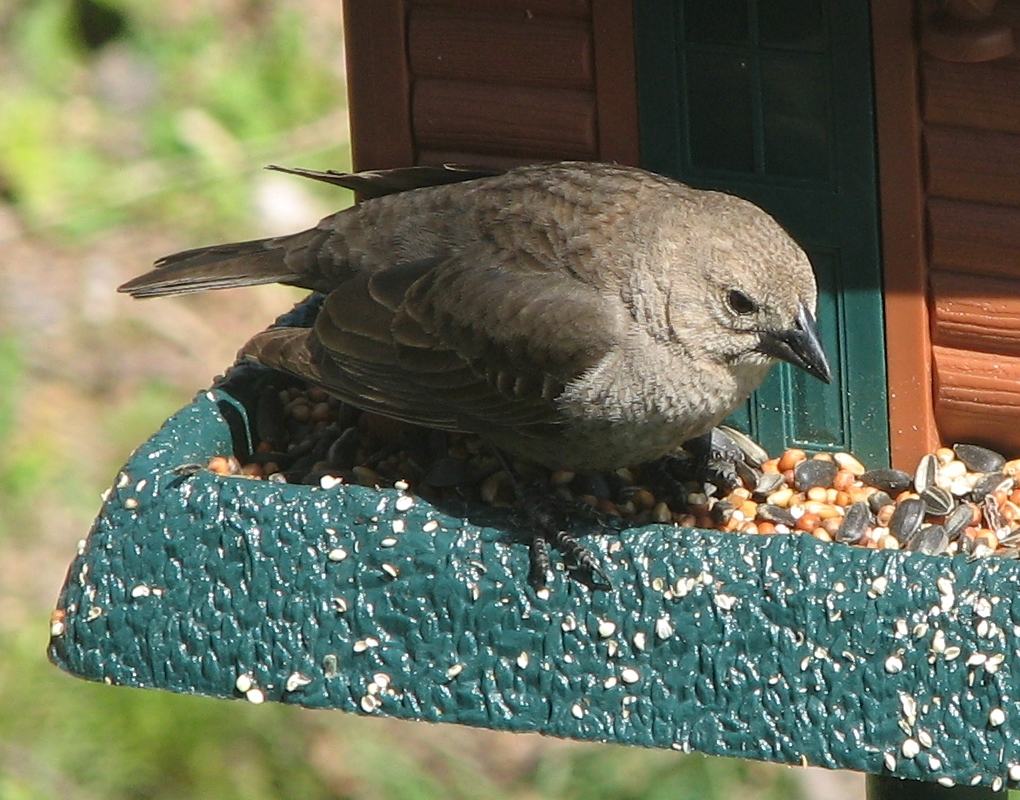
Femelle adulte.

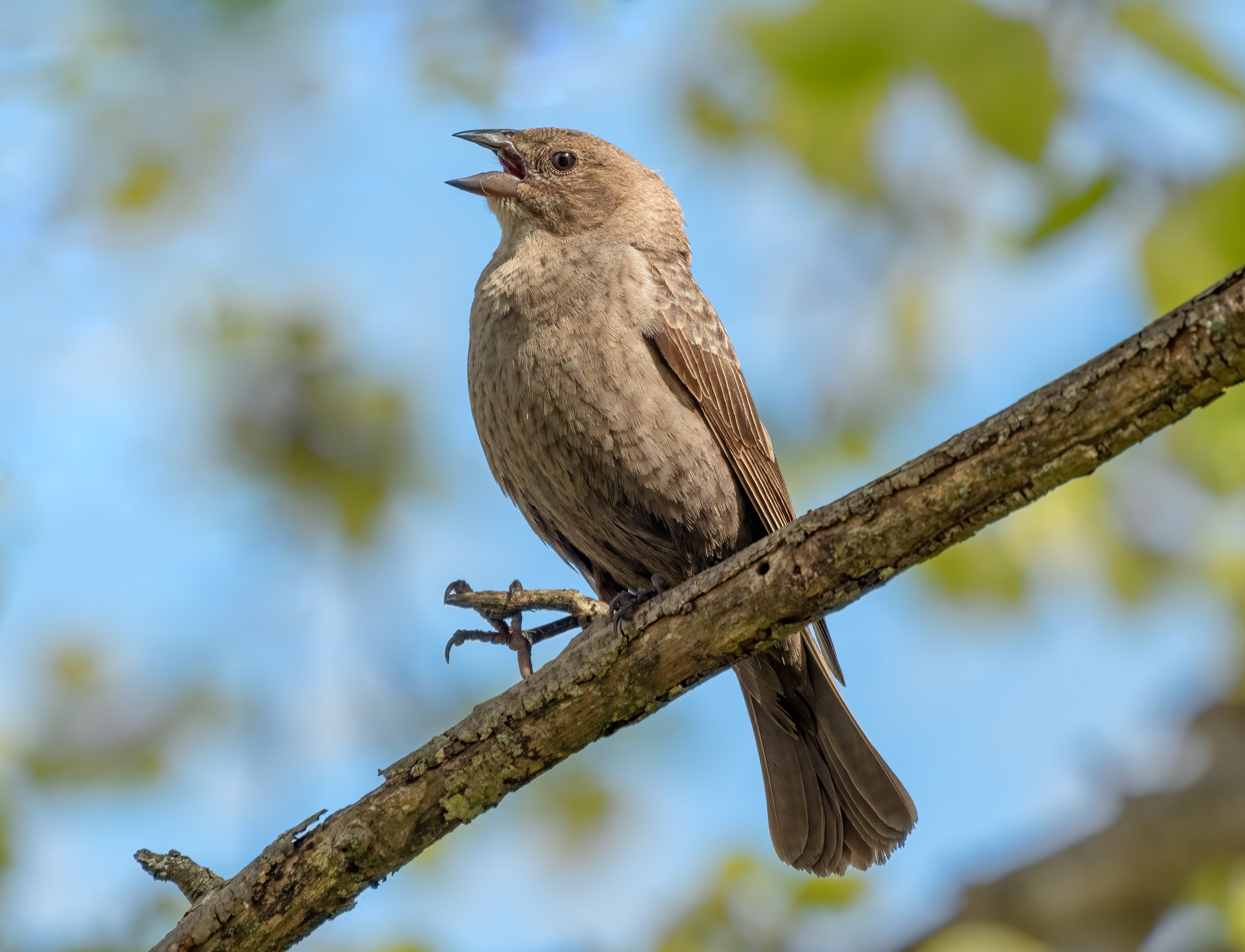
Un vacher à tête brune femelle chantant dans la Jamaica Bay Wildlife Refuge, New York. Mai 2021.

Cette espèce présente un dimorphisme sexuel : le mâle adulte présente un plumage noir iridescent sur tout le corps à l'exception de la tête qui est brune ; la femelle adulte est d'un gris-brun léger, un peu plus clair sur la tête et le dessous du corps. Les juvéniles ressemblent à la femelle, mais leurs parties inférieures sont finement rayées et leur dos présente un aspect écailleux dû à de fines marges grises sur le bord des plumes.
Cet oiseau a un bec court mais fort, presque conique. Ces vachers ressemblent aux orioles par leur forme générale, mais leur tête est semblable à celle des pinsons. Ils ont les yeux brun sombre, le bec et les pattes gris foncé.

### Mensurations

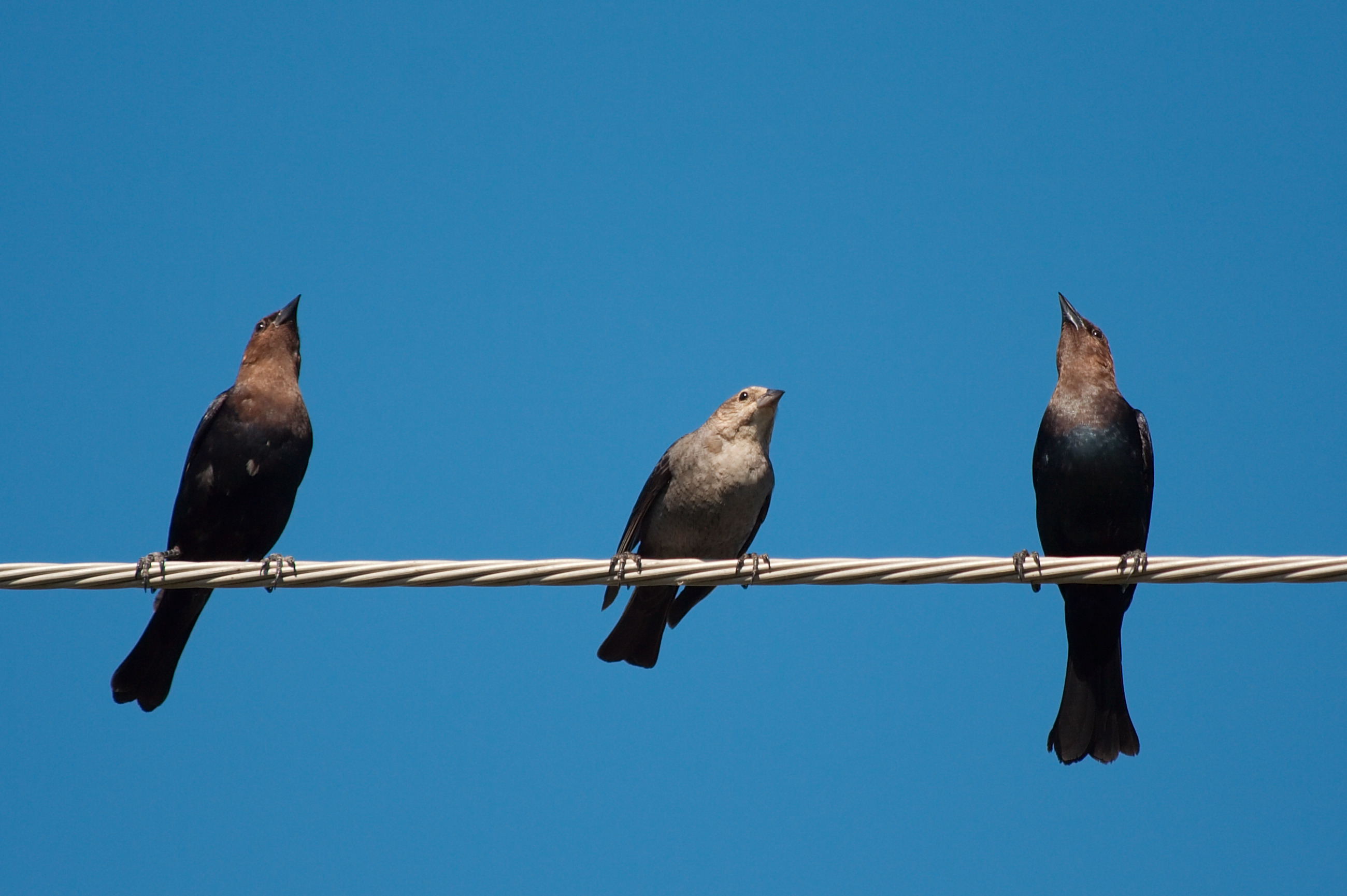
Un Vacher à tête brune femelle encadrée par deux mâles ; on devine que les dimensions des mâles sont supérieures à celles de la femelle

Les femelles sont en moyenne plus petites que les mâles.
Les adultes mesurent de 15 à 20 cm de longueur, et ont une envergure qui varie de 32 à 38 cm. Ils pèsent une quarantaine de grammes (de 38 à 50 g).
Le tarse mesure entre 23 et 25 mm, le culmen de 15 à 17 mm et la longueur de l'aile pliée varie entre 95 et 106 mm.

### Espèces similaires
Le Vacher à tête brune peut parfois être confondu avec d'autres espèces.
La femelle peut être confondue avec celle du Carouge à épaulettes, mais cette dernière a beaucoup plus de marques sombres sur la poitrine et présente une calotte gris sombre et une bande claire au-dessus de l'œil.
De loin et en fonction de l'éclairage, la tête du mâle peut paraître sombre et il est alors difficile de le distinguer d'autres oiseaux noirs au plumage luisant vivant dans les mêmes régions. Ainsi, il est parfois confondu avec certains quiscales comme le Quiscale bronzé ou le Quiscale de Brewer, mais ces derniers sont plus gros, ont la queue plus longue, ont de nets reflets bleus dans leur plumage et ont les yeux jaunes et non noirs. Le Vacher à tête brune peut aussi être confondu avec d'autres vachers, comme le Vacher bronzé ou le Vacher luisant qui, bien que de conformation similaire, ont le bec plus long et sont entièrement noirs, sans trace de brun sur la tête ; le Vacher bronzé a en outre les yeux rouges et des reflets bleu-violacé sur les ailes.

## Comportement

### Alimentation

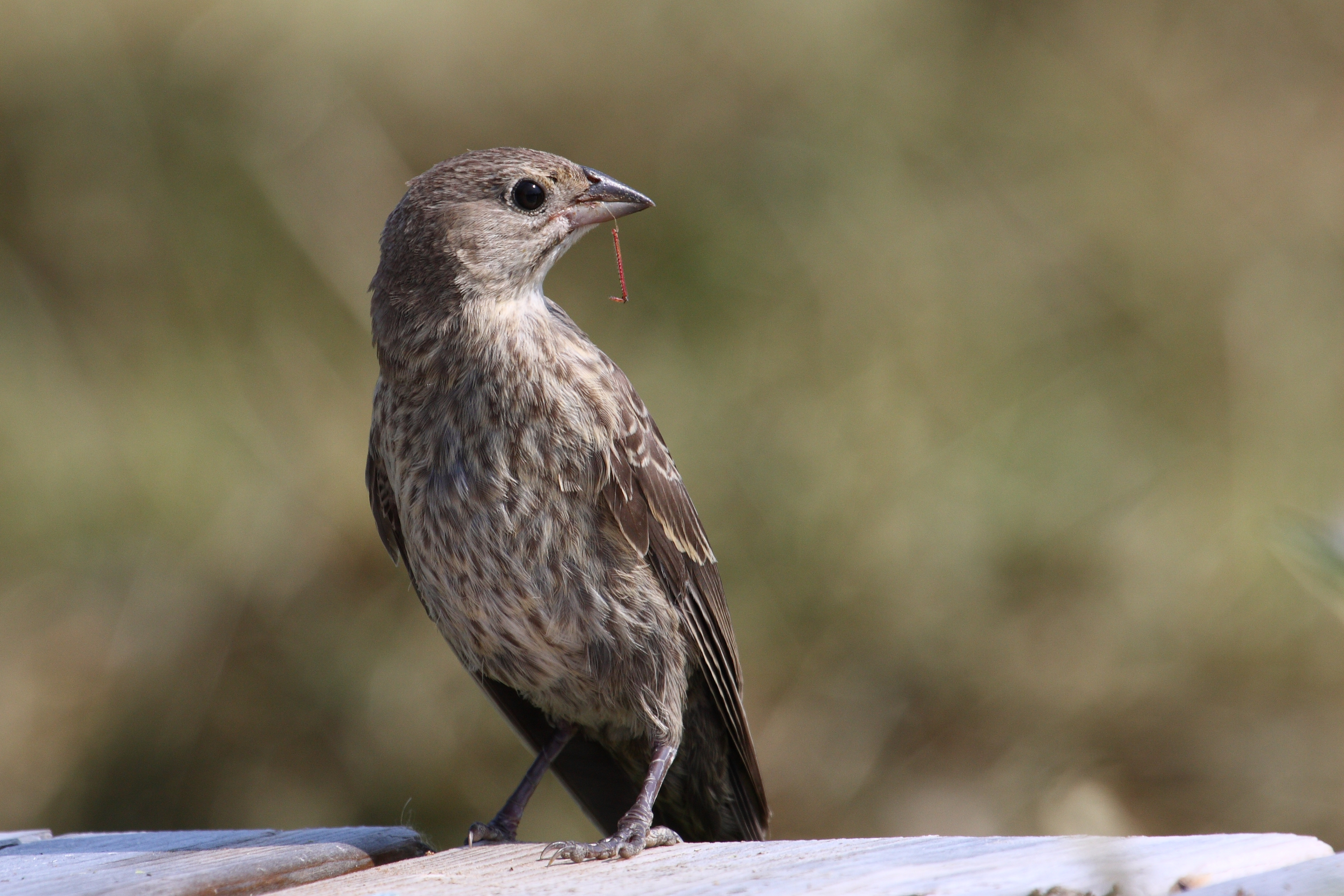
Un juvénile, une patte d'orthoptère pendant de son bec.

Le Vacher à tête brune se nourrit au sol, où il préfère marcher plutôt que sautiller. Les graines représentent les trois quarts de son alimentation. Il s'agit généralement de graines d'herbes de prairie, mais il lui arrive de consommer du grain cultivé. Un quart de son alimentation est constitué d'insectes, tels que les sauterelles et divers coléoptères. Les Vachers à tête brune sont beaucoup plus insectivores durant la saison de reproduction, surtout les femelles. Les troupeaux d'herbivores dérangeant un grand nombre d'insectes et les forçant à se déplacer, le Vacher à tête brune qui suit ces troupeaux en profite pour se nourrir facilement, sans se donner la peine de chercher activement ses proies.
Les femelles Vachers à tête brune pondent un grand nombre d'œufs et ont besoin d'un apport de calcium conséquent. Afin de satisfaire ce besoin, elles consomment des coquilles d'escargots, et parfois même l'œuf extrait du nid qu'elles ont parasité.

### Comportement social

#### Relations intraspécifiques
Les Vachers à tête brune sont grégaires et se réunissent souvent en troupes nombreuses, parfois mêlés à d'autres espèces d'oiseaux. Leurs vocalisations varient avec le sexe : les mâles émettent des notes gargouillantes et des sifflements suraigus, un peu glapissants ; les femelles produisent des cris d'appel cliquetants ou des tsip doux.

#### Relations interspécifiques

##### Grégarisme
Le grégarisme du Vacher à tête brune n'est pas qu'intraspécifique : il se mêle volontiers à d'autres oiseaux de la famille des Icteridae, comme les quiscales, ou des Sturnidae (notamment les étourneaux). Ainsi, il n'est pas rare de voir cet oiseau au sein de nuées comptant une centaine de milliers d'individus. Une nuée d'oiseaux formée dans le Kentucky, réunissant plusieurs espèces comprenant le Vacher à tête brune, a été estimée à plus de cinq millions d'individus. La nuit, les vachers à tête brune se réunissent en dortoirs communs.
Le Vacher à tête brune suit aussi assez souvent des mammifères herbivores (des bovidés ou des chevaux) dans leurs déplacements,.

##### Parasitisme de couvée
Pour un article plus général, voir Parasitisme de couvée.

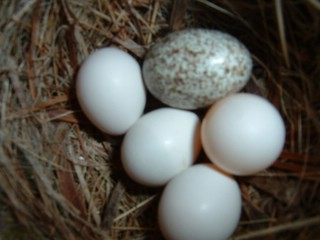
Œuf de Vacher à tête brune dans un nid de Moucherolle phébi.

Cette espèce est un parasite des nichées : la femelle pond ses œufs dans les nids d’autres passereaux. Elle choisit le nid d’espèces essentiellement granivores mais consommant aussi des insectes (les petits vachers ne pourraient pas se développer en n'étant nourris que de graines), particulièrement celles qui construisent des nids en forme de coupe. Après avoir éliminé un des œufs du nid, la femelle pond puis s’en va. L’oisillon Vacher à tête brune est nourri par les parents hôtes au détriment de leur progéniture et devient plus gros : ses frères de nichée finissent très souvent par mourir de faim ou par être éjectés hors du nid par leur encombrant frère adoptif.
Plus de 220 espèces différentes d’oiseaux ont leur nid parasité par le Vacher à tête brune, et plus de 140 ont été observées élevant des jeunes Vachers à tête brune, des petits roitelets jusqu'aux représentants massifs du genre Sturnella. Parmi les hôtes les plus communs, on peut citer la Paruline jaune, le Bruant chanteur, le Bruant familier, le Moucherolle phébi, le Viréo aux yeux rouges, le Tohi à flancs roux, le Tohi tacheté et le Carouge à épaulettes,. Ce parasitisme de couvée peut être problématique quand il vise des espèces dont les populations sont déjà en faible effectif, comme la Paruline de Kirtland, le Viréo à tête noire ou le Viréo de Bell.
Les parents hôtes remarquent quelquefois l’œuf de vacher et peuvent réagir de différentes façons selon l’espèce. Par exemple, le Gobemoucheron gris-bleu peut déserter le nid parasité, surtout lorsque la femelle Vacher à tête brune dépose ses œufs avant que le gobemoucheron ait fini de pondre les siens. D’autres espèces recouvrent le fond de leur nid d’une nouvelle couche de végétation, comme la Paruline jaune. Les oisillons Vacher à tête brune sont quelquefois éjectés du nid, par exemple par le Moqueur roux ou par le Moqueur polyglotte.
Il semble que les Vachers à tête brune vérifient périodiquement l’état de leurs œufs et oisillons après la ponte. Le retrait de l’œuf parasite peut alors entraîner un comportement punitif. Selon une étude du Muséum d'Histoire Naturelle de Floride publiée en 2007, les vachers sont revenus détruire les nids des espèces hôtes dans 56 % des cas où leurs œufs avaient été enlevés. Ce comportement forçait en quelque sorte l’espèce hôte à construire un nouveau nid. Les vachers pondaient ensuite leurs œufs dans les nouveaux nids dans 85 % des cas.

##### Prédateurs du Vacher à tête brune
Certains grands rapaces tels que le Hibou des marais et le Grand-duc d'Amérique sont susceptibles de s'attaquer aussi bien aux vachers adultes qu'à leurs petits. Ces derniers sont aussi la proie de la couleuvre agile (Coluber constrictor), du serpent-ratier noir (Pantherophis obsoletus) et du Geai bleu.

### Reproduction

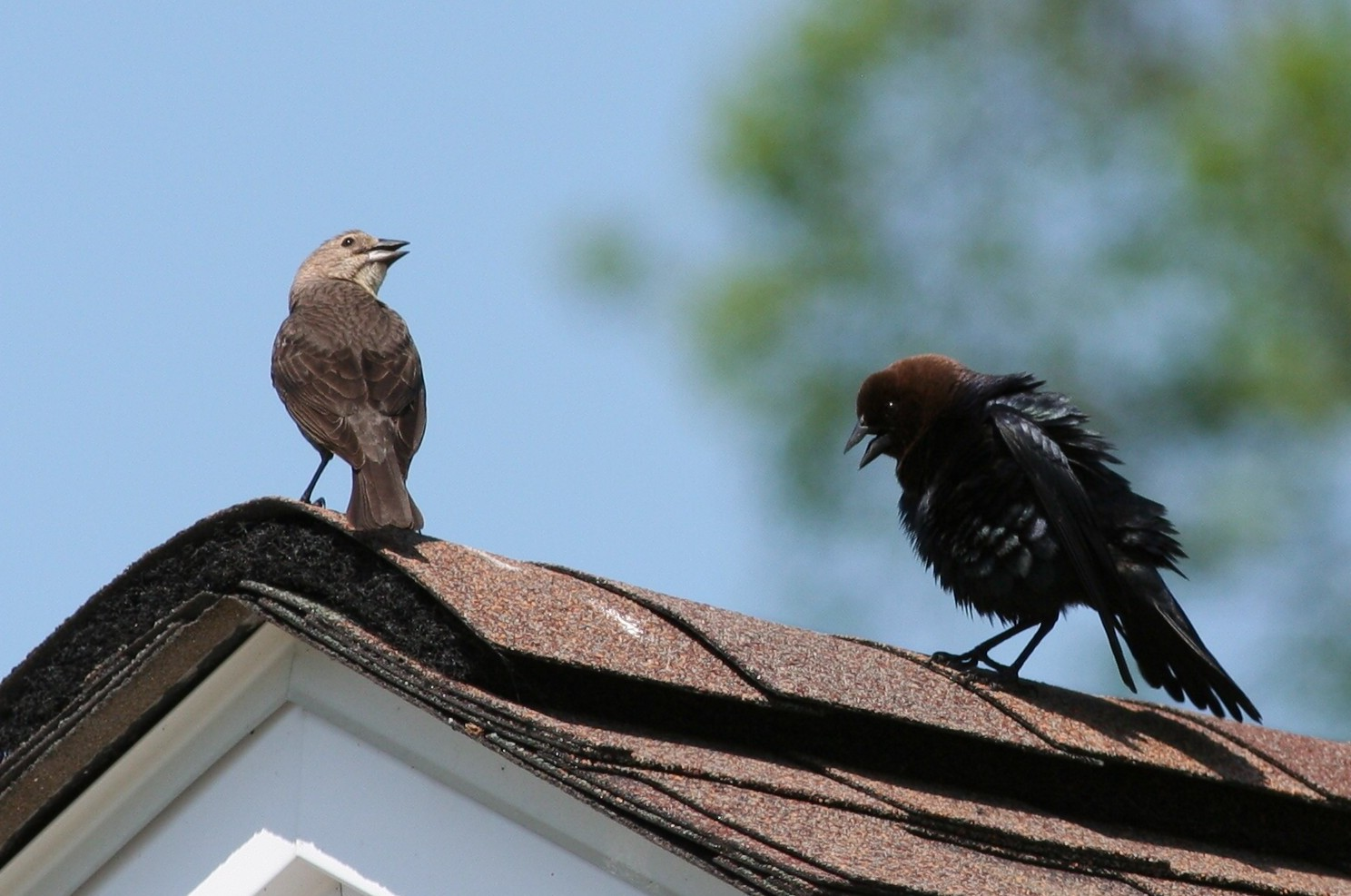
Un Vacher à tête brune mâle, à droite, réalise une parade nuptiale à l'attention d'une femelle.

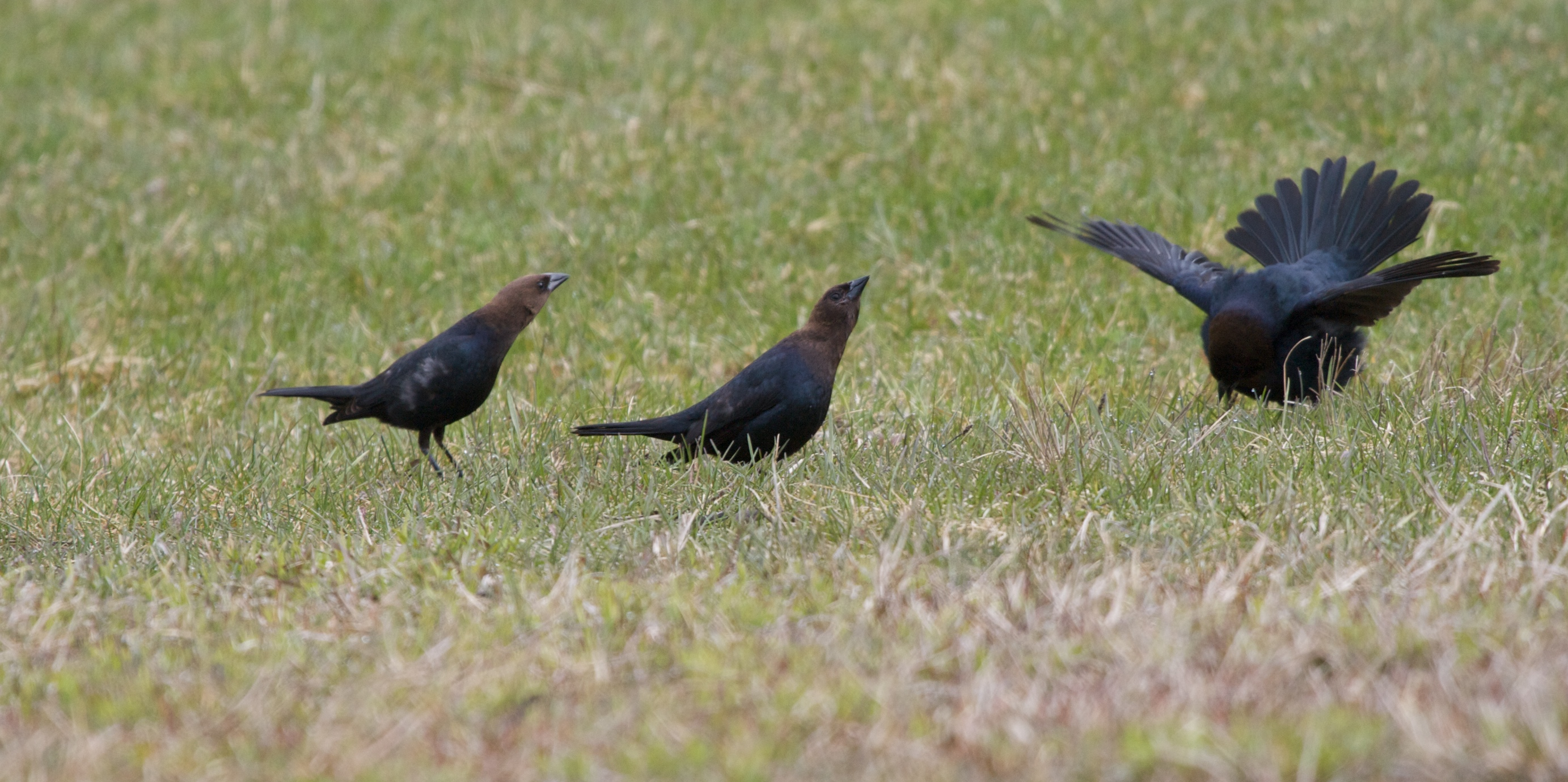
Le salut profond de la parade nuptiale du Vacher à tête brune mâle

Au printemps, les adultes reproducteurs se réunissent dans une zone boisée pour commencer les parades nuptiales. Dans certaines populations (notamment celles du Kansas), les liens de couple n'existent pas, les femelles s'accouplent avec des partenaires différents et vice-versa ; alors que dans d'autres (notamment en Californie), la monogamie est de mise,.
La parade nuptiale, réalisée souvent de façon collective par les mâles, comprend des chants et des postures. Ils haussent les épaules, ébouriffent les plumes de la poitrine et du haut du dos, puis saluent profondément, en étalant plus ou moins brièvement la queue en éventail, et achèvent souvent leur démonstration en frottant leur bec sur une branche.
La ponte a lieu de début mai à fin juin. Après l'accouplement, les femelles se mettent à la recherche de nids à parasiter. Pour les localiser, elles errent à la lisière des zones boisées ou dans les buissons, cherchant à repérer des oiseaux ayant des comportements de construction, ou à chasser des oiseaux hors du nid. Elles préfèrent pondre dans des nids en forme de coupe, mais peuvent aussi pondre dans des nids au sol, ou suspendus, voire dans des nids situés dans la cavité d'un tronc. Quand le nid à parasiter est choisi, elles suppriment un œuf de la couvée de leur hôte et pondent à la place.

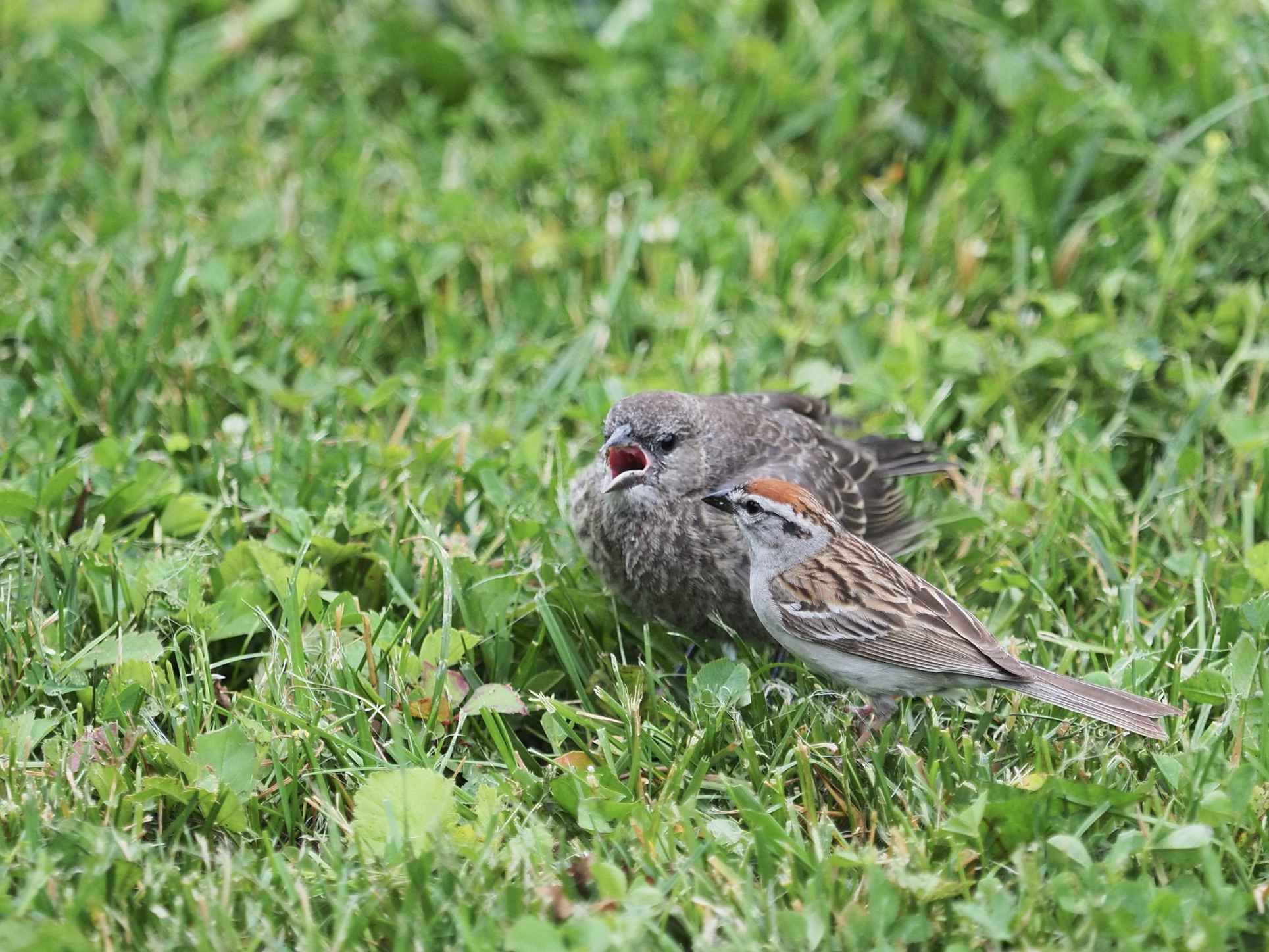
Bruant familier accompagnant un Vacher à tête brune juvénile.

Les femelles Vacher à tête brune peuvent pondre jusqu'à 36 œufs pendant une saison de reproduction. Ces œufs mesurent 1,8–2,5 cm × 1,5–1,8 cm et sont blancs ou blanc-gris, fortement tachés de marron ou de gris foncé. L'incubation dure 11 jours en moyenne (de 10 à 12 jours). Les petits pèsent à la naissance à peine plus de deux grammes. Ils sont nus et ont les yeux fermés. Ils grandissent plus vite que leurs frères et sœurs adoptifs, ce qui leur permet d'attirer davantage l'attention et les soins de leurs parents d'adoption. Ils prennent leur essor au bout de 8 à 13 jours, mais les juvéniles restent dépendants de leurs parents adoptifs jusqu'à l'âge de 25 à 39 jours. Il n'y a qu'une seule période de ponte par an.
Le record de longévité chez cette espèce est de 16 ans et 9 mois pour un individu en liberté. La maturité sexuelle est atteinte à un an, mais les mâles s'accouplent rarement avant l'âge de deux ans,.

## Répartition et habitat

Répartition géographique du Vacher à tête brune en Amérique du Nord :
Nicheur estivant
Nicheur sédentaire
Hivernant

L'aire de répartition du Vacher à tête brune s'étend du sud du Canada jusqu'au plateau mexicain. Les populations sont sédentaires au sud de cette aire de répartition ; les populations plus au nord migrent dans le Sud des États-Unis et au Mexique en hiver, pour retourner sur leur aire de reproduction en mars et avril.
On peut rencontrer cet oiseau dans des milieux ouverts ou semi-ouverts, champs, prairies, arbres de la zone riparienne ou lisière des forêts, où il se déplace souvent en groupe. Il a tendance à éviter les forêts de grande superficie, particulièrement celles de conifères.
Les vachers suivent souvent les animaux brouteurs comme les chevaux et les bovidés, dont les mouvements déplacent les insectes.
Avant l’arrivée des Européens, le Vacher à tête brune suivait les hordes de bisons à travers les prairies. Le parasitage des nichées complémentait ce style de vie nomade. Le nombre de vachers a augmenté avec le défrichage des milieux forestiers et l’introduction de nouvelles espèces de brouteurs en Amérique du Nord, notamment au XIXe et XXe siècles. Le Vacher à tête brune est maintenant commun dans les banlieues des villes, notamment près des mangeoires à oiseaux.

## Systématique
Cette espèce fut décrite pour la première fois par Pieter Boddaert en 1783 sous le nom Oriolus ater. Il reçoit par la suite plusieurs autres noms scientifiques : Icterus pecoris par Charles-Lucien Bonaparte en 1824, Molothrus pecoris par William Swainson en 1831, et Fringilla ambigua par Thomas Nuttall en 1832. C'est en 1870 que l'espèce reçoit son nom scientifique actuel, seul considéré comme valide, Molothrus ater, attribué par George Robert Gray.
Molothrus ater compte trois sous-espèces, :
- Molothrus ater artemisiae (Grinnell, 1909) vit dans l'est des Grandes Plaines et dans le Grand Bassin ;
- Molothrus ater ater (Boddaert, 1783) vit à l'est du continent nord-américain. Son aire de répartition s'étend vers l'ouest jusqu'au Minnesota, à l'Ontario et au Kansas et vers le sud jusqu'à l'Arizona et au Texas ;
- Molothrus ater obscurus (Gmelin, 1789) vit à l'ouest du continent nord-américain, y compris au Mexique.

## Statut et préservation

### Statut légal
L'UICN a classé cette espèce en catégorie LC (préoccupation mineure), du fait de sa large répartition (estimée à 11 millions de km²) et de sa population importante (estimée à 56 millions d'individus). Il est par contre protégé, comme tous les oiseaux migrateurs américains, par le Migratory Bird Treaty Act

### Menaces, état des populations...
Comme la plupart des espèces d'oiseaux, il est sensible à la régression ou artificialisation de son habitat et probablement à l'intensification de l'agriculture. Il a subi la régression des troupeaux de bisons et plus récemment des actions visant à réduire ses populations (voir paragraphe précédent).
- Tentatives d'éradication du Vacher à tête brune : dans certains États des États-Unis où cette espèce profite peut être de la fragmentation forestière et plus généralement de la fragmentation écopaysagère, comme le Michigan, les Vachers à tête brune sont piégés ou tirés afin de réduire le taux de parasitisme de couvées subi par des espèces menacées.
Ainsi, au début des années 1970, les populations de la Paruline de Kirtland sont au plus bas (moins de 170 couples). Commence alors en 1972, dans le Michigan, une campagne d'éradication du Vacher à tête brune. Cette campagne, conjuguée à des efforts de sauvegarde de l'habitat très spécialisé de cette paruline, a permis la stabilisation des effectifs de l'espèce en danger, puis une légère augmentation depuis le début des années 1990. Des effets positifs ont aussi été obtenus pour le Viréo de Bell, après piégeage des Vachers à tête brune dans les zones ripariennes occupées par cette espèce menacée[15].
Cette éradication pose toutefois des problèmes éthiques et juridiques. En effet, le Vacher à tête brune est censé être protégé par le Migratory Bird Treaty Act. De plus, ce système ne peut être qu'une solution temporaire : la sauvegarde des espèces menacées doit passer par une restauration de leur habitat d'origine, à savoir une forêt suffisamment étendue pour que le Vacher à tête brune, qui reste en lisière, ne puisse accéder aux nids. Cependant une étude a montré que l'augmentation de superficie des forêts nécessaire à cet effet est au minimum de 2 000 à 5 000 hectares pour la Paruline à dos noir, pour les seules populations du Texas[15].
- Empoisonnement par le plomb ? Dans les zones abondamment chassées, cette espèce qui se nourrit au sol pourrait aussi être victime de saturnisme aviaire. Au début des années 2000, on a ainsi expérimentalement montré qu'une seule bille de plomb ingérée en même temps qu'une alimentation naturelle, suffisait à libérer assez de plomb dans le sang de l'oiseau pour en tuer en moyenne trois sur dix[23]. Ces trois oiseaux meurent d'intoxication saturnine aiguë en environ 24 heures. Les survivants seront affectés d'une intoxication chronique ; ils excrètent pour la plupart le reste de la bille de plomb dans les 24 h suivant l'ingestion[23], mais le plomb est un métal mou ; il a eu le temps d'être assez érodé (lors de son passage dans le gésier et dans le reste du tractus digestif)[23] pour libérer une dose de plomb toxique ; plus la bille a été érodée, plus l'oiseau risque de mourir[23].
Les taux de plomb mesurés chez les oiseaux morts d'intoxication aiguë par le plomb variaient de 71 à 137 ppm (en poids sec)[23]. Le plomb est mortellement toxique pour les passereaux, même pour de faibles doses de plomb prélevées sur la bille ingérée[23]. Il avait été suggéré que l'ingestion d'une bille neuve serait moins dangereuse que celle d'une bille ancienne et corrodée par le temps. Cette hypothèse a été expérimentalement testée : les résultats ne montrent pas de différences statistiquement significatives (P = 0,14 de plombémie) selon que la bille ingérée est neuve ou ancienne et déjà corrodée[23].

### Ressources multimédia
- Galerie de photos sur le site CalPhotos de l'Université de Californie, Berkeley
- Appels et chants, sur xeno-canto.org